# ناثان كو
ناثان كو (بالإنجليزية: Nathan Coe)‏ (1 يونيو 1984 في أستراليا - ) هو لاعب كرة قدم أسترالي في مركز حراسة المرمى. شارك مع منتخب أستراليا تحت 17 سنة لكرة القدم ومنتخب أستراليا تحت 20 سنة لكرة القدم ومنتخب أستراليا لكرة القدم. أما مع النوادي، فقد لعب مع إنتر ميلان ونادي آيندهوفن ونادي أورغريته ونادي راندرس ونادي سوندرييسكه ونادي كوبنهاغن ونادي ملبورن فيكتوري.

## وصلات خارجية
- ناثان كو على موقع قاعدة بيانات كرة القدم.إي يو (الإنجليزية)
- ناثان كو على موقع ناشيونال فوتبول تيمز (الإنجليزية)
- ناثان كو على موقع Soccerway.com (الإنجليزية)
- ناثان كو على موقع عالم كرة القدم.نت (الإنجليزية)